# Please Help Emily
Please Help Emily é um filme mudo de comédia dramática produzido nos Estados Unidos e lançado em 1917. É atualmente considerado um filme perdido.